# Istocine, Djankoi
Istocine (în ucraineană Істочне) este un sat în comuna Novokrîmske din raionul Djankoi, Republica Autonomă Crimeea, Ucraina.

## Demografie
Componența lingvistică a localității Istocine
     Rusă (57,06%)
     Tătară crimeeană (30,75%)
     Ucraineană (11,63%)
Conform recensământului din 2001, majoritatea populației localității Istocine era vorbitoare de rusă (57,06%), existând în minoritate și vorbitori de tătară crimeeană (30,75%) și ucraineană (11,63%).